# Альписар, Алехандро
Алехандро Альписар Дельгадо (исп. Alejandro Alpízar Delgado; 14 июня 1979, Сан-Хосе) — коста-риканский футболист, нападающий. Выступал за сборную Коста-Рики.

## Биография

### Клубная карьера
Воспитанник клуба «Алахуэленсе». В основном составе клуба дебютировал в чемпионате Коста-Рики 9 мая 1999 года в матче против «Эредиано». В сезоне 2000/01 играл на правах аренды за клуб «Универсидад де Коста-Рика» во втором дивизионе, а в сезоне 2001/02 — за клуб «Перес-Селедон» в высшем дивизионе. С 2002 года вернулся в «Алахуэленсе» и выиграл со своей командой два чемпионских титула. В 2005 году получил травму колена, из-за неё пропустил следующий сезон.
В 2006—2009 годах играл за «Депортиво Саприсса», трижды подряд становился чемпионом Коста-Рики. В весеннем сезоне 2008 года стал лучшим бомбардиром чемпионата (13 голов). Покинул команду из-за того что клуб не согласился с его требованиями по зарплате.
Сезон 2009/10 провёл в клубе «Либерия Мия», затем ещё четыре сезона выступал за «Алахуэленсе» и становился с этим клубом чемпионом страны. В промежутке, в 2012 году играл в чемпионате Гватемалы за «Шелаху».
В конце карьеры играл за клубы «Перес-Селедон», «Уругвай де Коронадо» и «Кармелита». С 2017 года выступал в низших дивизионах за клубы «Десампарадос» и «Эскасусенья».
В чемпионатах Коста-Рики забил за свою карьеру более 130 голов (с учётом турниров плей-офф — 147 голов).

### Карьера в сборной
Дебютировал в национальной сборной Коста-Рики 15 февраля 2003 года в игре против Никарагуа в рамках Кубка наций Центральной Америки, Коста-Рика стала победителем этих соревнований. Сыграв три матча в 2003 году, форвард затем пять лет не вызывался в сборную.
В 2008 году вернулся в национальную команду. 26 марта 2008 года в товарищеском матче против Перу (1:3) забил свой первый гол за сборную. Также стал автором двух голов в отборочных матчах чемпионата мира 2010 года в ворота Суринама и Гаити. В 2009 году участвовал в матчах Кубка наций Центральной Америки и стал финалистом турнира.
Всего за сборную Коста-Рики в 2003—2009 годах сыграл 15 матчей и забил три гола.
Кроме того, выступал за сборную страны по мини-футболу. Участник финального турнира чемпионата мира 2000 года.

## Достижения
- Чемпион Коста-Рики: 1999/00, 2002/03, 2004/05, 2006/07, 2007/08, 2008/09, 2010/11, 2011/12, 2012/13, 2013/14
- Лучший бомбардир чемпионата Коста-Рики: Весна 2008 (13 голов)
- Победитель Кубка наций Центральной Америки: 2003
- Финалист Кубка наций Центральной Америки: 2009